# Argos (Helsinki)

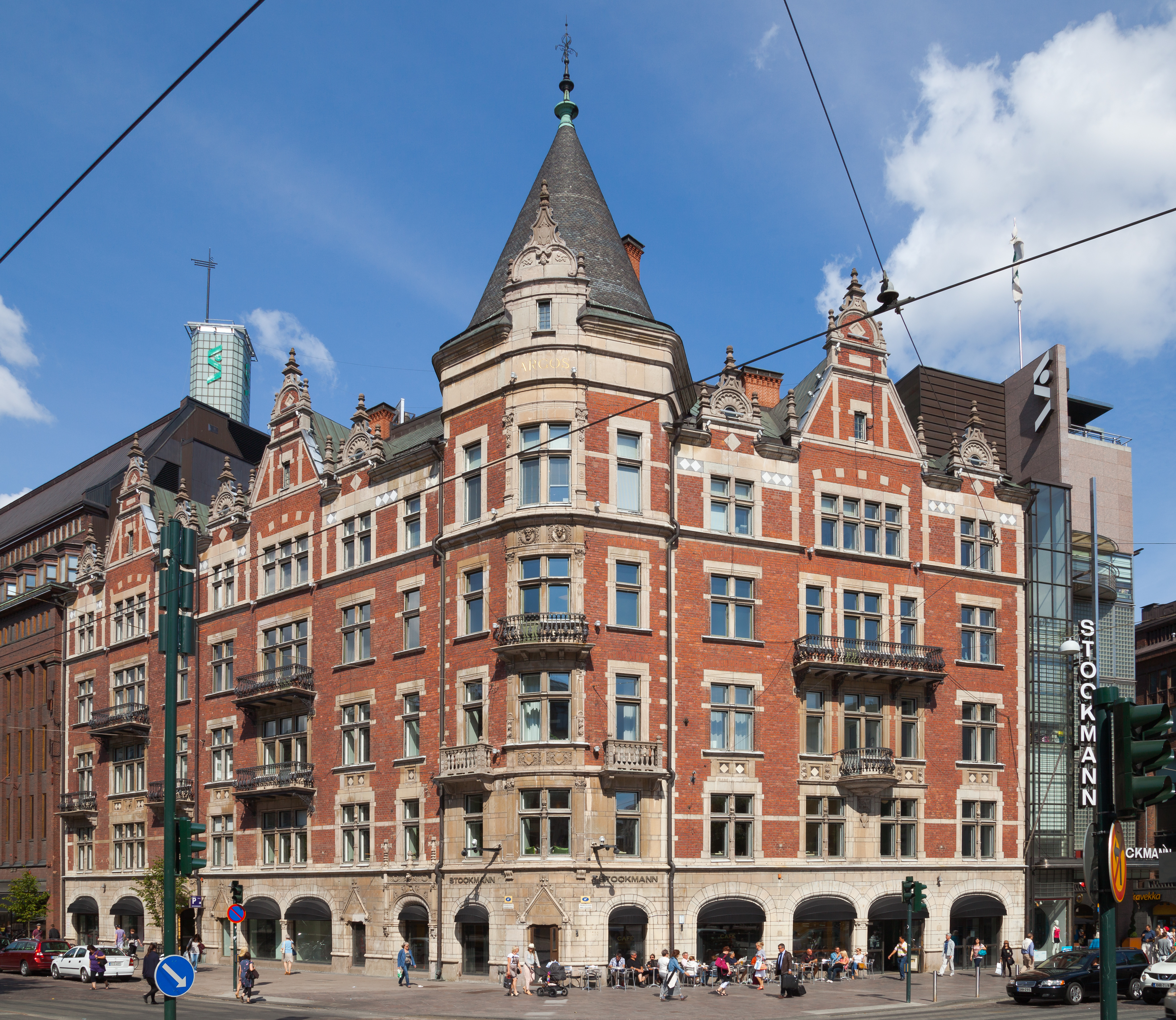
Argos, auch unter dem Namen Wulffska hörnet/Wulffin kulma bekannt (2012).

Argos (schwedisch) oder Argoksen talo (finnisch, „Haus Argos“), umgangssprachlich Wulffska hörnet oder Wulffin kulma („Wulffsche Ecke“), war ein von John Settergren entworfenes und 1897 gebautes charakteristisches Gebäude im zentralen Helsinki. Es wurde für den Erweiterungsbau das Warenhauses Stockmann Mitte der 1980er Jahre abgerissen. Lediglich die Fassade ist im ursprünglichen Zustand bewahrt.

## Geschichte

Die bewahrte Fassade des Argos-Gebäudes während der Bauarbeiten im Mai 1987

Das Haus Argos wurde 1897 an der Straßenecke von Norra Esplanaden/Pohjoisesplanadi und Mannerheimweg (damals Henriksgatan/Heikinkatu) als fünfstöckiges Wohnhaus errichtet. Das seit 1843 an der Stelle stehende zweistöckige Haus Staudinger wurde für den Bau abgerissen.
Die reich verzierte Fassade aus Mauerziegel und schwedischem Sandstein wurde vom schwedischen Architekten John Settergren entworfen, der im finnischen Architekturbüro Grahn, Hedman und Wasastjerna tätig war. Es handelt sich um eine der ersten Jugendstilfassaden in Helsinki und stellt eine fast exakte Kopie des Hauses Bünsow am Boulevard Strandvägen in Stockholm dar. Dieses wurde in den 1880er Jahren von Isak Gustaf Clason entworfen, Settergrens früherem Arbeitgeber.
Im Jahr der Fertigstellung des Hauses zog die Papierhandlung Wulff ins Erdgeschoss ein und war dort bis 1965 ansässig. Bis heute ist das Gebäude, bzw. dessen Fassade, deshalb auf Schwedisch und Finnisch als „Wulffsche Ecke“ bekannt.
1919 kaufte Stockmann das Gebäude. Geplant war es abzureißen, um das 1930 errichtete Warenhaus auf die Größe des gesamten Blocks erweitern zu können. Dieser Bauplan von Sigurd Frosterus wurde jedoch nie verwirklicht. Stockmanns Warenhaus wurde erst in den 1980er Jahren erweitert. Entsprechend dem von Kristian Gullichsen, Erkki Kairamo und Timo Vormala zu einem Architekturwettbewerb eingereichten Siegerentwurf blieb die Fassaden des Argos-Gebäudes jetzt unangetastet. Lediglich das Innere wurde 1986 bis 1987 abgerissen, um danach komplett neu aufgebaut zu werden. Gleichzeitig wurde der Fassade, die zwischenzeitlich von Balkonen und anderen Verzierungen befreit worden war, ihr historisches Aussehen zurückgegeben.
Stockmanns neues Gebäude und die Argos-Fassade in ihrer aktuellen Form wurden 1989 fertig gestellt.